# Percy Adlon
Percy Adlon, właśc. Paul Rudolf Parsifal Adlon (ur. 1 czerwca 1935 w Monachium, zm. 10 marca 2024 w Los Angeles) – niemiecki reżyser, scenarzysta, operator i producent filmowy oraz pisarz. 

## Życiorys
Jego matką była Susanne Adlon, jedno z pięciorga dzieci Louisa Adlona, syna Lorenza Adlona, przedsiębiorcy znanego głównie z założenia Hotelu Adlon w Berlinie, zaś ojcem śpiewak operowy Rudolf Laubenthal. 
Studiował historię sztuki, germanistykę i teatrologię na Uniwersytecie Ludwika i Maksymiliana w Monachium. W 1958 roku zadebiutował jako aktor teatralny. Jednocześnie pracował w radiu. Początkowo realizował filmy dokumentalne i fabularne dla bawarskich telewizji. 
Po sukcesie Strażnika i poety, za którą otrzymał Nagrodę im. Adolfa Grimmego, wraz z żoną otworzył firmę producencką Pelemele. Jego pierwszym filmem kinowym była Celeste, opowiadająca o ostatnich latach życia francuskiego pisarza, Marcela Prousta.
Tworzył w Niemczech i Stanach Zjednoczonych. Znany z komediodramatów obyczajowych. Zdobywca licznych nagród filmowych. Odznaczony Krzyżem Oficerskim Republiki Federalnej Niemiec.

## Filmografia (wybór)
- 1978 – Strażnik i poeta (niem. Der Vormund und sein Dichter) – reżyser, producent
- 1981 – Celeste
- 1982 – Pięć ostatnich dni (niem. Funf letzte Tage); film ten otrzymał Niemiecką Nagrodę Filmową
- 1985 – Cukiereczek (org. Zuckerbaby) – reżyser, scenarzysta
- 1987 – Bagdad Café (ang. Out of Rosenheim) – reżyser, scenarzysta, producent
- 1989 – Rozalka idzie na zakupy (ang. Rosalie Goes Shopping) – reżyser, scenarzysta, producent
- 1993 – Spółka rodzinna (ang. Younger and Younger) – reżyser, scenarzysta, producent
- 1996 – In der glanzvollen Welt des Hotel Adlon – reżyser
- 2000 – Przez żołądek do serca – producent
- 2001 – Hawajski ogród (ang. Hawaiian Gardens) – reżyser, scenarzysta
- 2002 – Koenigs Kugel – der deutsche Bildhauer Fritz Koenig im Trümmerfeld von Ground Zero – reżyser

## Nagrody i nominacje
| Nagroda | Rok  | Kategoria                  | Za          | Wynik   |
| ------- | ---- | -------------------------- | ----------- | ------- |
| César   | 1987 | Najlepszy film zagraniczny | Bagdad Cafe | Wygrana |